# هجوم كيسمايو 2019
هجوم كيسمايو هو هجوم إرهابي حصلَ يوم 12 تمّوز/يوليو 2019 حينما قام مقاتلون تابعون لتنظيم الشباب بالهجومِ على فندقٍ في مدينة كيسمايو بدولة الصومال حيثُ قاموا في البداية بتفجيرِ سيّارة مفخخة في مدخلِ الفندق قبل أن يقوموا باقتحامهِ مطلقين الرصاص الحيّ في كل مكان. تسبّبَ الهجوم في مقتلِ أزيد من 30 شخصًا؛ من بينهم الصحفية الكنديّة-الصمواليّة البارِزة هودان نالاياه، بالإضافةِ إلى ثلاثة كينيين وثلاثة تنزانيين وأمريكيان وكذا بريطاني واحد.